# Doom Dooma
Doom Dooma è una suddivisione dell'India, classificata come town committee, di 19.822 abitanti, situata nel distretto di Tinsukia, nello stato federato dell'Assam. In base al numero di abitanti la città rientra nella classe IV (da 10.000 a 19.999 persone).

## Geografia fisica
La città è situata a 27° 34' 0 N e 95° 34' 0 E e ha un'altitudine di 113 m s.l.m..

## Società

### Evoluzione demografica
Al censimento del 2001 la popolazione di Doom Dooma assommava a 19.822 persone, delle quali 10.898 maschi e 8.924 femmine. I bambini di età inferiore o uguale ai sei anni assommavano a 2.476, dei quali 1.271 maschi e 1.205 femmine. Infine, coloro che erano in grado di saper almeno leggere e scrivere erano 13.831, dei quali 8.180 maschi e 5.651 femmine.